# Baku Cup 2015 - Qualificazioni singolare
Le qualificazioni del singolare del Baku Cup 2015 sono state un torneo di tennis preliminare per accedere alla fase finale della manifestazione. I vincitori dell'ultimo turno sono entrati di diritto nel tabellone principale. In caso di ritiro di uno o più giocatori aventi diritto a questi sono subentrati i lucky loser, ossia i giocatori che hanno perso nell'ultimo turno ma che avevano una classifica più alta rispetto agli altri partecipanti che avevano comunque perso nel turno finale.

## Teste di serie
1. Patricia Maria Țig (qualificata)
2. Yang Zhaoxuan (qualificata)
3. Julija Bejhel'zymer (ultimo turno)
4. Hiroko Kuwata (ultimo turno)
5. İpek Soylu (ultimo turno)
6. Nigina Abduraimova (qualificata)

1. Patricia Mayr-Achleitner (primo turno)
2. Kateřina Vaňková (ultimo turno)
3. Ol'ha Jančuk (qualificata)
4. Valentina Ivachnenko (qualificata)
5. Ol'ha Savčuk (qualificata)
6. Elizaveta Jančuk (primo turno)

## Qualificate
1. Patricia Maria Țig
2. Yang Zhaoxuan
3. Ol'ha Savčuk

1. Valentina Ivachnenko
2. Ol'ha Jančuk
3. Nigina Abduraimova

## Lucky Loser
1. Julija Bejhel'zymer

## Tabellone

### Legenda
| - Q = Qualificato - WC = Wild card - LL = Lucky loser | - ALT = Alternate - SE = Special Exempt - PR = Protected Ranking | - w/o = Walkover - r = Ritirato - d = Squalificato |

### Sezione 1
|  | primo turno | primo turno              | primo turno | primo turno | primo turno |  |  | ultimo turno | ultimo turno       | ultimo turno       | ultimo turno | ultimo turno |  |
|  |             |                          |             |             |             |  |  |              |                    |                    |              |              |  |
|  |             |                          |             |             |             |  |  |              |                    |                    |              |              |  |
|  |             |                          |             |             |             |  |  | 1            | Patricia Maria Țig | Patricia Maria Țig | 6            | 6            |  |
|  |             | Oksana Kalašnikova       | 2           | 6           | 6           |  |  |              | Oksana Kalašnikova | Oksana Kalašnikova | 1            | 3            |  |
|  | 7           | Patricia Mayr-Achleitner | 6           | 3           | 2           |  |  |              |                    |                    |              |              |  |

### Sezione 2
|  | primo turno | primo turno      | primo turno      | primo turno | primo turno |  |  | ultimo turno | ultimo turno     | ultimo turno     | ultimo turno | ultimo turno |  |
|  |             |                  |                  |             |             |  |  |              |                  |                  |              |              |  |
|  |             |                  |                  |             |             |  |  |              |                  |                  |              |              |  |
|  |             |                  |                  |             |             |  |  | 2            | Yang Zhaoxuan    | Yang Zhaoxuan    | 6            | 6            |  |
|  |             | Ol'ha Fridman    | Ol'ha Fridman    | 4           | 0           |  |  | 8            | Kateřina Vaňková | Kateřina Vaňková | 3            | 3            |  |
|  | 8           | Kateřina Vaňková | Kateřina Vaňková | 6           | 6           |  |  |              |                  |                  |              |              |  |

### Sezione 3
|  | primo turno | primo turno  | primo turno  | primo turno | primo turno |  |  | ultimo turno | ultimo turno        | ultimo turno        | ultimo turno | ultimo turno |  |
|  |             |              |              |             |             |  |  |              |                     |                     |              |              |  |
|  |             |              |              |             |             |  |  |              |                     |                     |              |              |  |
|  |             |              |              |             |             |  |  | 3            | Julija Bejhel'zymer | Julija Bejhel'zymer | 4            | 0            |  |
|  |             | Anna Morgina | Anna Morgina | 0           | 0           |  |  | 11           | Ol'ha Savčuk        | Ol'ha Savčuk        | 6            | 6            |  |
|  | 11          | Ol'ha Savčuk | Ol'ha Savčuk | 6           | 6           |  |  |              |                     |                     |              |              |  |

### Sezione 4
|  | primo turno | primo turno          | primo turno          | primo turno | primo turno |  |  | ultimo turno | ultimo turno         | ultimo turno         | ultimo turno | ultimo turno |  |
|  |             |                      |                      |             |             |  |  |              |                      |                      |              |              |  |
|  |             |                      |                      |             |             |  |  |              |                      |                      |              |              |  |
|  |             |                      |                      |             |             |  |  | 4            | Hiroko Kuwata        | Hiroko Kuwata        | 4            | 1            |  |
|  |             | Polina Monova        | Polina Monova        | 3           | 3           |  |  | 10           | Valentina Ivachnenko | Valentina Ivachnenko | 6            | 6            |  |
|  | 10          | Valentina Ivachnenko | Valentina Ivachnenko | 6           | 6           |  |  |              |                      |                      |              |              |  |

### Sezione 5
|  | primo turno | primo turno  | primo turno  | primo turno | primo turno |  |  | ultimo turno | ultimo turno | ultimo turno | ultimo turno | ultimo turno |  |
|  |             |              |              |             |             |  |  |              |              |              |              |              |  |
|  | 5           | İpek Soylu   | İpek Soylu   | 6           | 6           |  |  |              |              |              |              |              |  |
|  | WC          | Eva Hrdinová | Eva Hrdinová | 1           | 1           |  |  | 5            | İpek Soylu   | İpek Soylu   | 4            | 4            |  |
|  | WC          | Amina Dik    | Amina Dik    | 2           | 0           |  |  | 9            | Ol'ha Jančuk | Ol'ha Jančuk | 6            | 6            |  |
|  | 9           | Ol'ha Jančuk | Ol'ha Jančuk | 6           | 6           |  |  |              |              |              |              |              |  |

### Sezione 6
|  | primo turno | primo turno        | primo turno        | primo turno | primo turno |  |  | ultimo turno | ultimo turno       | ultimo turno       | ultimo turno | ultimo turno |  |
|  |             |                    |                    |             |             |  |  |              |                    |                    |              |              |  |
|  | 6           | Nigina Abduraimova | Nigina Abduraimova | 6           | 6           |  |  |              |                    |                    |              |              |  |
|  |             | Ksenija Lykina     | Ksenija Lykina     | 3           | 4           |  |  | 6            | Nigina Abduraimova | Nigina Abduraimova | 7            | 6            |  |
|  |             | Nastassja Burnett  | 7                  | 5           | 6           |  |  |              | Nastassja Burnett  | Nastassja Burnett  | 5            | 3            |  |
|  | 12          | Elizaveta Jančuk   | 5                  | 7           | 3           |  |  |              |                    |                    |              |              |  |